# Bulbophyllum alsiosum
Bulbophyllum alsiosum là một loài phong lan thuộc chi Bulbophyllum.